# Deori (Sagar)
Deori Kalan  देवरी कलाँ  è una suddivisione dell'India, classificata come municipality, di 23.812 abitanti, situata nel distretto di Sagar, nello stato federato del Madhya Pradesh. In base al numero di abitanti la città rientra nella classe III (da 20.000 a 49.999 persone).

## Geografia fisica
La città è situata a 23° 24' 05 N e 78° 59' 53 E.

## Società

### Evoluzione demografica
Al censimento del 2001 la popolazione di Deori assommava a 23.812 persone, delle quali 12.445 maschi e 11.367 femmine. I bambini di età inferiore o uguale ai sei anni assommavano a 3.601, dei quali 1.905 maschi e 1.696 femmine. Infine, coloro che erano in grado di saper almeno leggere e scrivere erano 16.778, dei quali 9.619 maschi e 7.159 femmine.